# Çeşmeli, Marmaraereğlisi
Çeşmeli là một xã thuộc huyện Marmaraereğlisi, tỉnh Tekirdağ, Thổ Nhĩ Kỳ. Dân số thời điểm năm 2011 là 229 người.